# Eupompos
Eupompos o Eupompo (Eupompus Εὔπομπος) fue el fundador de la gran escuela de pintura que floreció en el siglo IV a. C. en Sición en Grecia, contemporáneo de Zeuxis, Parrasio y Timantes y maestro de Pánfilo (que fue maestro de Apeles).
Fue muy estimado en sus tiempos y cambió la visión de los ciudadanos sobre las escuelas de arte. Antes existían la escuela heládica y la escuela asiática, pero con Eupompo nació la escuela siciónica y la escuela ática, esta última dirigida por Apolodoro. Resultó eclipsado por sus sucesores, y se le recuerda principalmente por el consejo que se supone que dio a Lisipo de seguir a la naturaleza más que a ningún otro maestro. Sólo se menciona como obra suya un ganador de unos juegos portando la palma.